# Soot Kanal

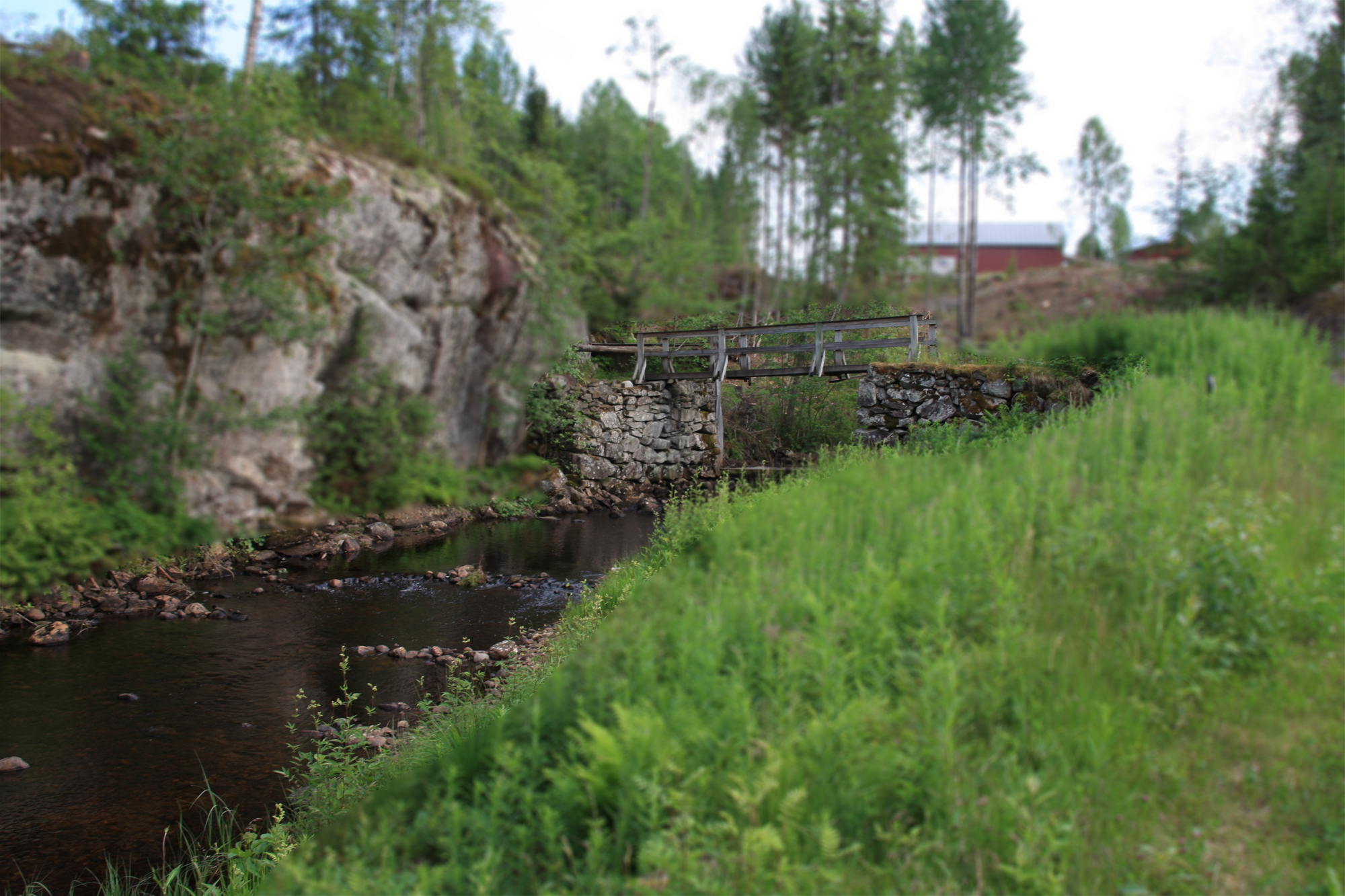
Teilstück des Soot Kanals

Der Soot Kanal, norwegisch Sootkanalen, ist ein Kanal in der Kommune Eidskog im norwegischen Fylke Innlandet. Er wurde 1847–1849 durch Engebret Soot (1786–1859) erbaut und verfügt über Norwegens älteste Schleusentore.  Er ermöglichte das Flößen von Baumstämmen zu den Sägemühlen von Halden. Auf einer Länge von 1,5 km überbrückten 16 (ursprünglich 15) Schleusen zwischen den Seen Skjervangen (176 moh.) und Mortsjølungen (201 moh.) einen Höhenunterschied von 25 m. Eröffnet wurde das Bauwerk am 20. Juli 1849. Bis zu 600 Arbeiter waren an seinem Bau beteiligt.
Der Kanal war bis 1932 in Betrieb und hatte im Jahr 1920 mit 222.768 Baumstämmen sein höchstes Transportvolumen.
Die Gramsmobahn war ein Teil des Transportsystems, auf der das Holz zwischen dem Mortsjølungen und dem Tvillingtjern per Zug transportiert wurde.